# 発信!生スタ 早起きクマさん
『発信!生スタ 早起きクマさん』（はっしん!なますた はやおきくまさん）は、1997年3月31日から、1999年4月5日までの間、月曜日から金曜日の5時50分から6時45分まで、北海道テレビ放送（HTB）で放送されていた、生放送の朝の情報番組である。

## 概要
北海道内のニュースとスポーツニュース、天気予報・交通情報などを放送する。

## エピソード
1998年12月8日、前日の深夜から同局のバラエティ番組『水曜どうでしょう』の「シェフ大泉 車内でクリスマスパーティー」（1998年12月23日水曜深夜放送分）が同局の駐車場でロケが行われており、放送前の出演者（吉田みどり・金子哲俊）・スタッフらが、大泉洋の料理を食べさせられ（同番組内では「おみまい」と表記）、酒を飲まされた。また、同企画のロケを終え、泥酔状態の大泉、鈴井貴之、安田顕扮するonちゃんが、番組スタッフの好意で番組に特別に出演したが、大泉・鈴井がonちゃんに対して殴る・蹴るの暴行や、大泉が金子の頭に噛み付く等の行為を行い、チーフディレクターの藤村忠寿が始末書を書かされる事態となった。

## 出演者
- 吉田みどり（当時HTBアナウンサー）[5]
- 金子のりとし（当時HTBアナウンサー）　[5]
- 千葉めぐみ（当時HTBアナウンサー）[6]
- 漣彰人（HTBアナウンサー）[7]
- 安田真美
- かみむらしんや
- 石川たけお（月・火・水、気象予報士・ウエザーニューズ社）[5]
- 桜庭章彦（木・金、気象予報士・ウエザーニューズ社）[5]

## スタッフ
- ディレクター:本間浩一郎[4]